# Lupia di Sandrigo
Lupia è una frazione del Comune di Sandrigo (Vicenza), di circa 800 abitanti. 
Il paesaggio rurale di Lupia è diviso a metà dal fiume Astico ed è caratterizzato da grandi distese coltivate, da ville e chiese antiche, da corti e colombare.

## Chiesa di Santo Stefano Protomartire
La chiesa di architettura tardo-gotica è dedicata a Santo Stefano.

## Villa Garbinati
Si trova a Lupiola. In origine un convento del Quattrocento, l'edificio fu in seguito ampliato. Al centro di un grande parco vi sono la villa, la cappella gentilizia e la barchessa cinquecentesca.

## Palazzo Mocenigo
Fu forse costruito sulle fondamenta di una preesistente fortificazione; i lavori di trasformazione dovrebbero risalire al periodo 1475-1480, per volere del giureconsulto Nicolò Dal Toso; in quegli anni fu ricostruita anche la chiesa di Santo Stefano e vennero sistemate le adiacenze.